# Liste von Schreibmaschinenmuseen
Die Liste von Schreibmaschinenmuseen nennt Museen weltweit, die sich mit der Produktion und Entwicklung der Schreibmaschine auseinandersetzen. Die Liste erhebt keinen Anspruch auf Vollständigkeit.

## Deutschland
| Bezeichnung                           | Bild           | Standort                                           | Bundesland          | Errichtung Einweihung | Weitere Informationen                     |
| ------------------------------------- | -------------- | -------------------------------------------------- | ------------------- | --------------------- | ----------------------------------------- |
| Deutsches Schreibmaschinenmuseum      | weitere Bilder | Bayreuth, Bernecker Straße 11 (Oberfranken) (Lage) | Bayern              |                       | forschungsstaette.de                      |
| Schreibmaschinenmuseum in Kerpen      |                | Kerpen (Rhein-Erft-Kreis)                          | Nordrhein-Westfalen |                       | Schreibmaschinenmuseum in Kerpen bei Köln |
| Willi-Heinlein-Schreibmaschinenmuseum |                | Sinsheim (Rhein-Neckar-Kreis) (Lage)               | Baden-Württemberg   |                       | Willi-Heinlein-Schreibmaschinenmuseum     |

## Weitere
| Bezeichnung                                     | Bild           | Standort                                                | Staat      | Errichtung Einweihung | Weitere Informationen                                                                                              |
| ----------------------------------------------- | -------------- | ------------------------------------------------------- | ---------- | --------------------- | --- |
| Schreib- und Rechenmaschinenmuseum in Pfäffikon | weitere Bilder | Pfäffikon, an der Speckstrasse 3 (Kanton Zürich) (Lage) | Schweiz    |                       | curta.ch |
| Schreibmaschinenmuseum Peter Mitterhofer        | weitere Bilder | Partschins, Piazza della Chiesa 10 (Südtirol) (Lage)    | Italien    | 1993                  | Weltmuseum der Schreibmaschine (Video) schreibmaschinenmuseum.com (Memento vom 24. April 2015 im Internet Archive) |
| Schreibmaschinenmuseum in Wattens               |                | Wattens, Andrä-Angerer-Gasse 1 (Tirol)                  | Österreich |                       | |
| Schreibmaschinenmuseum Bibern/SH                |                | Bibern SH (Kanton Schaffhausen)                         | Schweiz    |                       | Schreibmaschinenmuseum Bibern/SH                                                                                   |
| The Virtual Typewriter Museum                   |                |                                                         |            |                       | The Virtual Typewriter Museum (Website mit zahlreichen Modellabbildungen (englisch))                               |